# Великоярузький заказник
Великоярузький — ентомологічний заказник місцевого значення. Об'єкт розташований на території Дергачівської міської громади Харківського району Харківської області, село Алісівка.
Площа — 56 га, статус отриманий у 1998 році.
Охороняється ділянка на схилах яружно-балкової системи з фрагментами лучних степів та байрачного лісу. Тут трапляються види комах, пов'язані із степовими, лучними, лісовими та водними екосистемами, в тому числі запилювачі кормових культур (люцерни, конюшини). До Червоної книги України занесені рофітоїдес сірий, джміль моховий, махаон та жук-олень, мнемозина.
Зафіксовані порушення заповідного режиму: незаконне добування піску, сорнозему та глини, засмічення території.